# Aqua (danceact)
Aqua is een Deense dance-groep, die eind jaren 1990 enkele grote internationale hits scoorde.

## Biografie
Aqua bestaat uit zangeres Lene G. Nystrøm (Tønsberg, Noorwegen, 2 oktober 1973), zanger René Dif (Kopenhagen, 17 oktober 1967), Claus Norréen (5 juni 1970) en Søren Rasted (13 juni 1969). De groep werd opgericht in 1994, maar scoorde aanvankelijk vooral in thuisland Denemarken goed. De internationale doorbraak kwam in 1997 met het nummer Barbie girl, dat in veel landen, waaronder Nederland (Top 40) een nummer 1-hit werd. In de Mega Top 100 kwam het tot nummer 2. Later volgden nog enkele hits, zoals Doctor Jones, de ballad Turn back time en My oh my.
Aqua viel op door de kinderlijke stem van Nystrøm naast de overdreven mannelijke stem van Dif. Als reactie op het succes van Aqua volgden in de tweede helft van de jaren 90 nog verschillende andere (Deense) groepen, die van dit concept gebruik maakten, waaronder Toy Box en Cartoons, maar deze waren niet zo succesvol als Aqua. In 2001 maakte Aqua bekend uit elkaar te gaan.
In 2002 werd een aanklacht tegen Aqua door speelgoedfabrikant Mattel door een Amerikaanse rechtbank verworpen. Mattel had aangevoerd dat Aqua met het liedje Barbie Girl het auteursrecht op Barbie had geschonden.
In 2007 kwam Aqua weer bij elkaar om een reeks concerten te geven, in 2009 volgde een nieuwe single: Back to the 80's. Later stond de groep weer in de top 5 in Denemarken met hun nieuwste hit Mamma said. Ze hebben hiermee een compleet andere sound aangenomen, duistere electropop.

## Discografie

### Albums
| Album met eventuele hitnotering(en) in de Nederlandse Album Top 100 | Datum van verschijnen | Datum van binnenkomst | Hoogste positie | Aantal weken | Opmerkingen |
| ------------------------------------------------------------------- | --------------------- | --------------------- | --------------- | ------------ | ----------- |
| Aquarium                                                            | 1997                  | 20-09-1997            | 6               | 59           |             |
| Aquarius                                                            | 2000                  | 11-03-2000            | 42              | 12           |             |
| Megalomania                                                         | 2011                  |                       |                 |              |             |

| Album met hitnotering(en) in de Vlaamse Ultratop 200 albums | Datum van verschijnen | Datum van binnenkomst | Hoogste positie | Aantal weken | Opmerkingen |
| ----------------------------------------------------------- | --------------------- | --------------------- | --------------- | ------------ | ----------- |
| Aquarium                                                    | 1997                  | 29-11-1997            | 4               | 41           |             |
| Aquarius                                                    | 2000                  | 18-03-2000            | 18              | 4            |             |

### Singles
| Single met eventuele hitnotering(en) in de Nederlandse Top 40 | Datum van verschijnen | Datum van binnenkomst | Hoogste positie | Aantal weken | Opmerkingen                            |
| ------------------------------------------------------------- | --------------------- | --------------------- | --------------- | ------------ | -------------------------------------- |
| Barbie Girl                                                   | 05-09-1997            | 13-09-1997            | 1(1wk)          | 21           | Alarmschijf                            |
| Doctor Jones                                                  | 07-11-1997            | 15-11-1997            | 3               | 13           | Alarmschijf                            |
| My Oh My                                                      | 1998                  | 21-03-1998            | 12              | 9            |                                        |
| Turn Back Time                                                | 1998                  | 06-1998               | 18              | 6            | Soundtrack Sliding Doors / Alarmschijf |
| Good Morning Sunshine                                         | 1998                  | 17-10-1998            | tip             |              | Nr. 80 Mega Top 100                    |
| Cartoon Heroes                                                | 2000                  | 05-02-2000            | tip             |              | Nr. 35 Mega Top 100                    |
| Around The World                                              | 2000                  | 15-04-2000            | tip             |              | Nr. 44 Mega Top 100                    |

| Single met hitnotering(en) in de Vlaamse Ultratop 50 | Datum van verschijnen | Datum van binnenkomst | Hoogste positie | Aantal weken | Opmerkingen |
| ---------------------------------------------------- | --------------------- | --------------------- | --------------- | ------------ | ----------- |
| Barbie Girl                                          | 1997                  | 20-09-1997            | 1(10wk)         | 27           |             |
| Doctor Jones                                         | 1997                  | 13-12-1997            | 3               | 15           |             |
| My Oh My                                             | 1998                  | 14-03-1998            | 14              | 9            |             |
| Turn Back Time                                       | 1998                  | 04-07-1998            | 42              | 4            |             |
| Cartoon Heroes                                       | 2000                  | 12-02-2000            | 5               | 11           |             |
| Bumble Bees                                          | 2000                  | 26-08-2000            | tip13           | -            |             |